# Сила на Лоренц
Сила на Лоренц е силата, действаща върху заредена частица, причинена от електрическото, магнитното или електромагнитно полета на средата, в която тя се намира. Лоренцовата сила се изразява с уравнението на Лоренц-Кулон (понякога наричано само уравнение на Лоренц):
{\displaystyle \mathbf {F} =\mathbf {F_{e}} +\mathbf {F_{m}} =q\mathbf {E} +q\mathbf {v} \times \mathbf {B} ,}
където
F е пълната сила действаща на частицата [N]
Fе е силата породена от електрическото поле [N]
Fm е силата от магнитното поле [N]
E е векторът на електрическото поле (електрически интензитет) [V/m]
B е векторът на магнитното поле (плътност на магнитния поток или магнитна индукция) [T]
q е електрическият заряд на частицата [C]
v моментната скорост на частицата [m/s]
× изразява векторно произведение.
Трябва да се отбележи, че статичен заряд (v=0) изпитва само електрическа сила, докато подвижен заряд изпитва едновременно електрическа и магнитна сила.